# Volborthella tenuis
Volborthella tenuis е вид фосилно безгръбначно животно от семейство Salterellidae, единствен представител на род Volborthella. Въпреки че класификацията му е все още недоизяснена, за него се знае че е живяло преди около 530 млн. години, период свързван с разцвета на главоногите. При откритите фосили от организми е установено, че имат малка конична раковина, която е изградена от силициев диоксид. Раковината не е разделена от септи на серия от отделения подобно на раковините от изкопаеми главоноги и съвременните наутилуси.
Volborthella е широко разпространена, и полезен биостратиграфски индикатор. Фосили от нея се откриват в шисти от Северна Америка, Гренландия, Шпицберген и Североизточна Европа. Изчезват в средата на камбрий като за известен период от време са съществували заедно с трилобитите.